# Gennadi Pawlowitsch Tarassow
Gennadi Pawlowitsch Tarassow (russisch Геннадий Павлович Тарасов; * 14. September 1947 in Moskau, Russische SFSR) ist ein ehemaliger sowjetischer und russischer Diplomat.

## Leben
Tarassow studierte bis 1970 am Staatlichen Moskauer Institut für Internationale Beziehungen. Von 1970 bis 1976 wurde er an der Botschaft in Kairo beschäftigt. Von 1976 bis 1982 wurde er im Außenministerium in der Abteilung Naher Osten beschäftigt. Von 1982 bis 1986 war er Botschaftsrat beim UN-Hauptquartier. Von 1986 bis 1990 war er stellvertretender Leiter der Abteilung Naher Osten und Nordafrika im Außenministerium. Von 1991 bis 1996 war er Botschafter in Saudi-Arabien. Von 1996 bis 1998 war er Sprecher des Außenministeriums und Leiter der Öffentlichkeitsarbeit. Vom 27. August 1998 bis 1. Februar 2002 war er Botschafter in Lissabon, Portugal. Vom 1. Februar 2002 bis 31. Januar 2007 war er Botschafter in Tel Aviv, Israel. Von Februar 2007 bis 2008  war er Botschafter-at-large im Ministerium für Auswärtige Angelegenheiten der Russischen Föderation.